# Убеждение
Убеждението е форма на социално влияние. То е процес на воденето на хора към приемането на идея, нагласа или действие чрез рационални и символични (макар и невинаги логични) значения. То е стратегия за решаване на проблеми, основаваща се по-скоро на „молби“, отколкото на принуда. Според Аристотел „Реториката е изкуството на откриването, в по-точен смисъл, на наличното значение на убеждението“..